# Walter Block
Walter Edward Block, född 21 augusti 1941 i Brooklyn i New York, är en amerikansk nationalekonom som verkar i den österrikiska traditionen och en framstående anarkokapitalist. Block är senior fellow vid Ludwig von Mises Institute och är professor i nationalekonomi vid Loyola University i New Orleans.
Blocks mest kända verk heter "Defending the Undefendable" i vilken han syftar till att försvara sådant som folk tror är negativa konsekvenser av marknaden, exempel på karaktärer som tas i försvar är ockraren, biljetthajen och hallicken. Utöver detta är Block en stark kritiker av fractional-reserve banking och fiatvaluta, en försvarare av miljöliberalism och har i frågan om abort hävdat att fostret är en människa men att det gör intrång på kvinnans kropp och därför måste vara tillåtet så länge fostret inte kan överleva utanför modern.